# 336 f.Kr.

Makedonien vid Filip II:s död 336 f.Kr.

## Händelser

### Efter plats

#### Persiska riket
- Persiska rikets unge kung Arses motsätter sig att bli kontrollerad av Bagoas och försöker förgifta honom. Istället blir dock Arses och alla hans barn mördade av Bagoas.
- Bagoas försöker insätta en ny monark, som skall vara lättare att kontrollera. Han väljer Codomannos, en avlägsen släkting till kungahuset, som tar sig namnet Dareios III. När Dareios försöker göra sig självständig från Bagoas kontroll försöker Bagoas förgifta honom. Kungen blir dock varnad och tvingar Bagoas att dricka giftet själv.

#### Grekland
- Efter att Filip II av Makedonien har gift sig med Eurydike flyr hans son Alexander och dennes mor Olympias till Epiros, varifrån Alexander snart förflyttar sig till Illyrien. Snart därefter försonas dock far och son och Alexander återvänder; hans ställning som tronarvinge är dock svag.
- Makedoniska trupper, under Parmenions (Filip II:s lojale general) befäl, anländer till Mindre Asien, men drivs tillbaka av persiska styrkor under den grekiske legosoldaten Memnons befäl.
- Vid ett stort upplagt bröllop mellan hans dotter Kleopatra och Alexander I av Epiros (bror till Olympias), blir Filip II av Makedonien mördad i Aigai av Pausanias från Orestis, en ung makedoniska adelsman, som hyser agg till den unga drottningens farbror Attalos[vem?] och mot Filip, för att de har nekat honom rättvisa. Pausanias dödas på stället.
- Filip II av Makedonien efterträds av sin son Alexander III. En av Makedoniens ledande generaler vid tiden för Filips död, Antipater, ser till att säkra tronen åt Alexander.
- Den makedoniske generalen Parmenion går med Alexander och hjälper till att mörda prinsarna i Lynkestisregionen, som tros ligga bakom mordet på Filip, tillsammans med andra möjliga rivaler och medlemmar av fraktioner, som är motståndare till Alexander. Hans mor Olympias låter döda Filips sista hustru Eurydike, hennes nyfödda dotter och hennes inflytelserike farbror Attalos[vem?].
- Alexander låter omedlbart avrätta Amyntas IV (son till kung Perdikkas III och kusin till Alexander).
- Alexander krossar ett uppror i Makedonien och ett i Illyrien. Han anländer sedan till staden Thebes stadsportar och erhåller dess kapitulation. Därefter marscherar han vidare till Korinthiska halvön och väljs av de församlade grekerna till befälhavare i kampen mot Persiska riket.
- Värnplikt införs i Aten, då unga män tvingas utföra plikter, som är delvis militära, delvis civila.
- Aischines stämmer Ktesifon för att illegalt ha föreslagit att den atenske ledaren Demosthenes, som belöning för de tjänster han har gjort staden, skall erhålla en kungakrona.

## Avlidna
- Filip II, kung av Makedonien sedan 359 f.Kr. (mördad; född 382 f.Kr.)
- Arses, kung av Persien sedan 338 f.Kr. (mördad)
- Bagoas, vesir av Persien (mördad)
- Attalos, makedonisk general (född omkring 390 f.Kr.)
- Pausanias från Orestis, Filip II:s personlige livvakt och mördare (mördad)
- Eurydike, Filip II:s femte hustru (mördad)
- Amyntas IV, usurpatorkung av Makedonien 359 f.Kr. (avrättad)